# Diopsis terminata
Diopsis terminata är en tvåvingeart som beskrevs av Macquart 1846. Diopsis terminata ingår i släktet Diopsis och familjen Diopsidae. Inga underarter finns listade i Catalogue of Life.